# Joaquín Camaño y Bazán
Joaquín Camaño y Bazán (La Rioja, Virreinato del Perú, 13 de abril de 1737 - Valencia, España, 30 de agosto de 1820) fue un sacerdote, teólogo, filósofo, cartógrafo, lingüista y publicista español de los siglos XVIII y XIX.

## Biografía
Hijo de un maestre de campo e importante funcionario local en La Rioja, cursó sus estudios en la Universidad de Córdoba, en la que se graduó en teología y filosofía. Ingresó en la Compañía de Jesús a los veinte años de edad.
Estudió gran cantidad de lenguas, llegando a dominar el latín, griego, francés, italiano y varias lenguas indígenas, entre ellas el quechua, chiquitano y guaraní. Fue cura de la misión guaranítica de San Javier y desde 1763 cura de la misión de San Javier, en las Misiones de Chiquitos, al este de la actual Bolivia. Publicó un mapa del Chaco, que fue editado en una obra del padre José Solís en 1767.
Al ser expulsados los jesuitas en 1767 de todas las posesiones de España y su imperio, terminó recalando en Faenza, Italia. Allí se dedicó a la enseñanza de la filosofía, alcanzando un gran renombre, y luego pasó a Imola.
Realizó planos cartográficos y etnográficos de los indígenas de la región chaqueña. Escribió un valioso tratado al que llamó Noticias del Gran Chaco, publicado en Imola hacia 1785; el mismo contenía valiosas informaciones sobre indígenas, fauna y flora de la región chaqueña, tanto de su región sur —perteneciente en la actualidad a la Argentina— como a su extremo norte, que actualmente es parte de Bolivia.
También escribió un monumental Diccionario geográfico histórico de las Indias, que se perdió durante las guerras napoleónicas, y un Diccionario de Lenguas de los indios chaqueños.
Intercambió correspondencia con Ambrosio Funes, hermano del Deán Funes y personaje importante de la Provincia de Córdoba durante la época de la Independencia de la Argentina.
En los últimos años del siglo XVIII publicó un importante escrito, en el que rebatía las ideas milenaristas del chileno Manuel Lacunza, que vaticinaba el inminente regreso de Cristo a la tierra en una obra que no había alcanzado a editar por prohibición de la Inquisición.
Al ser restablecida la Compañía de Jesús, reingresó a la misma en su sede de Valencia, en España. Enseñó teología en el Seminario de su Orden, y fue también confesor y padre espiritual de los novicios del mismo. Entre sus alumnos estaban los jesuitas que llevarían la Compañía de regreso a la Argentina en 1836.
Falleció en Valencia el 30 de agosto de 1820.